# Championnat du Guyana de football 2023
Navigation
Édition précédente Édition suivante
La saison 2023 du championnat du Guyana de football, appelé GFF Elite League, est la dix-neuvième édition du championnat national au Guyana. Les dix formations participantes sont regroupées au sein d'une poule unique où elles s'affrontent une seule fois.
La compétition fait son retour après avoir été mis sur pause depuis 2020 et les conséquences de la pandémie de Covid-19. Les Fruta Conquerors, tenants du titre, sont à la peine et ne remportent que trois de leur neuf rencontres, leur valant une décevante huitième place. Invaincu avec huit victoires et un verdict nul, la Guyana Defence Force conclut le calendrier au premier rang et s'adjuge le deuxième titre de champion de son histoire après son sacre en 2016-2017.

## Contexte
Le 19 mai 2019, les Fruta Conquerors remportent l'édition 2019 de la GFF Elite League. Avec la pandémie de Covid-19, la saison 2020 est annulée le 13 mars avant même son lancement. Un retour au jeu est entrevu pour mars 2021 puis un nouveau plan pour la tenue de la compétition sur quatre mois est présenté en juin de la même année sans qu'aucune de ces initiatives n'aboutissent.
En 2022, le football redémarre au Guyana mais seulement au niveau local. Ainsi, la fédération ne met pas en place de championnat national mais les clubs de l'élite sont invités à participer aux tournois organisés par leurs associations régionales.
C'est finalement en mai 2023, quatre ans après la dernière rencontre en championnat de première division, que reprend la GFF Elite League avec les mêmes dix clubs ayant disputé l'édition 2019,.

## Équipes participantes
Ce tableau présente les dix équipes qualifiées pour disputer le championnat 2023. On y trouve le nom des clubs, leur classement en 2019 (dernière saison disputée), leur localisation et le nom des stades dans lesquels ils évoluent.
| \| Georgetown : Ann's Grove Fruta Conquerors Defence Force Police Santos Western Tigers Georgetown Buxton United Den Amstel Milerock Victoria \| Localisation des clubs. |
| Georgetown : Ann's Grove Fruta Conquerors Defence Force Police Santos Western Tigers Georgetown Buxton United Den Amstel Milerock Victoria                               |

| Équipe                 | Classement 2019 | Ville         | Stade                                   |
| ---------------------- | --------------- | ------------- | --------------------------------------- |
| Fruta Conquerors       | Champion        | Georgetown    | Georgetown Football Stadium (en)        |
| Western Tigers (en)    | 2e              | Georgetown    | Georgetown Football Stadium (en)        |
| Den Amstel             | 3e              | Leonora       | Synthetic Track and Field Facility (en) |
| Guyana Defence Force   | 4e              | Georgetown    | Guyana Defence Force Ground (en)        |
| Buxton United (en)     | 5e              | Buxton (en)   | Buxton Community Ground                 |
| Santos Georgetown (en) | 6e              | Georgetown    | Providence Stadium                      |
| Police FC (en)         | 7e              | Georgetown    | Georgetown Football Stadium (en)        |
| Milerock FC            | 8e              | Linden        | MacKenzie Sport Club Ground             |
| Victoria Kings (en)    | 9e              | Victoria (en) | Georgetown Football Stadium (en)        |
| Ann's Grove United     | 10e             | Georgetown    | Georgetown Football Stadium (en)        |

Légende des couleurs
- Tenant du titre

## Compétition
Le barème de points servant à établir le classement se décompose ainsi :
- Victoire : 3 points
- Match nul : 1 point
- Défaite : 0 point

### Classement
| Rang | Équipe                 | Pts | J | G | N | P | Bp | Bc | Diff |
| ---- | ---------------------- | --- | - | - | - | - | -- | -- | ---- |
| 1    | Guyana Defence Force   | 25  | 9 | 8 | 1 | 0 | 34 | 1  | +33  |
| 2    | Western Tigers (en)    | 22  | 9 | 7 | 1 | 1 | 31 | 8  | +23  |
| 3    | Police FC (en)         | 21  | 9 | 7 | 0 | 2 | 40 | 6  | +34  |
| 4    | Santos Georgetown (en) | 21  | 9 | 7 | 0 | 2 | 34 | 5  | +29  |
| 5    | Den Amstel             | 12  | 9 | 4 | 0 | 5 | 11 | 28 | -17  |
| 6    | Buxton United (en)     | 8   | 9 | 2 | 2 | 5 | 6  | 17 | -11  |
| 7    | Ann's Grove United     | 7   | 9 | 2 | 1 | 6 | 10 | 34 | -24  |
| 8    | Fruta Conquerors T     | 6-3 | 9 | 3 | 0 | 6 | 10 | 20 | -10  |
| 9    | Victoria Kings (en)    | 4   | 9 | 1 | 1 | 7 | 5  | 29 | -24  |
| 10   | Milerock FC            | 2   | 9 | 0 | 2 | 7 | 4  | 37 | -33  |

|  | Champion du Guyana 2023 |
|  | T : Tenant du titre     |

## Bilan de la saison
| Championnat du Guyana de football 2023 |                                 |
| Champion                               | Guyana Defence Force (2e titre) |
| Dauphin                                | Western Tigers (en)             |
| Coupes et trophées                     |                                 |
| Vainqueur de la Coupe du Guyana 2023   | Non disputée                    |
| Qualifications continentales           |                                 |
| CFU Club Shield 2024                   | À déterminer                    |